# Wybory parlamentarne w Gruzji w 2024 roku
Wybory parlamentarne w Gruzji odbyły się 26 października 2024 roku.

## Sytuacja na scenie politycznej przed wyborami
Do ogłoszenia wyborów doszło podczas trwających od 2012 rządów Gruzińskiego Marzenia. W maju 2024 roku doszło do największych w historii Gruzji protestów przeciwko wzorowanej na rosyjskim prawie ustawie o zagranicznych agentach, która w opinii ekspertów ma na celu zmarginalizowanie organizacji pozarządowych. Przedstawiciele organizacji pozarządowych i polityków proeuropejskiej opozycji podpisali tzw. Gruzińską Kartę, w której zadeklarowali chęć poprawy stosunków z Unią Europejską oraz sprzeciw wobec zbliżenia z Rosją.
W czasie kampanii Gruzińskie Marzenie przedstawiało wybory parlamentarne jako wybór między pokojem a wojną, do której według ich narracji, miałaby doprowadzić opozycja. Kontrowersje wzbudziło używanie na plakatach wyborczych zdjęć ze zniszczonej Ukrainy w kontraście z bezpieczną Gruzją. Z kolei opozycja przedstawiała elekcje jako wybór między integracją z Europą a zwiększeniem rosyjskich wpływów.

## Przebieg wyborów
Wybory odbyły się w niespokojnej atmosferze. Przed lokalami wyborczymi dochodziło do bójek, a w sieci pojawiły się nagrania przedstawiające osoby wrzucające dziesiątki kart wyborczych do urn. Organizacje pozarządowe oskarżyły Gruzińskie Marzenie o kupowanie głosów oraz o groźby utraty pracy, które miały być kierowane do pracowników administracji w przypadku głosowania na opozycję.

## Wyniki[6]
| Partia                           | Głosy     | Głosy  | Mandaty | Mandaty |
| Partia                           | Liczba    | %      | Liczba  | +/-     |
| -------------------------------- | --------- | ------ | ------- | ------- |
| Gruzińskie Marzenie              | 1,120,053 | 53,93  | 89      | -1      |
| Koalicja na Rzecz Zmiany         | 229,161   | 11,03  | 19      | +17     |
| Zjednoczony Ruch Narodowy        | 211,216   | 10,17  | 16      | -23     |
| Silna Gruzja                     | 182,922   | 8,8    | 14      | +8      |
| Dla Gruzji                       | 161,521   | 7,77   | 12      | Nowa    |
| Nowe Centrum Polityczne – Girchi | 62,223    | 2,99   | 0       | -4      |
| Sojusz Patriotów Gruzji          | 50,599    | 2,44   | 0       | -4      |
| Gruzińska Partia Pracy           | 15,103    | 0,73   | 0       | -1      |
| Zmień Gruzję                     | 12,528    | 0,60   | 0       | -       |
| Europejscy Demokraci             | 7,955     | 0,38   | 0       | Nowa    |
| Gruzińska Jedność                | 4,500     | 0,22   | 0       | Nowa    |
| Wolna Gruzja                     | 4,145     | 0,20   | 0       | -       |
| Partia Jedności i Rozwoju Gruzji | 3,892     | 0,19   | 0       | -       |
| Sakartvelo                       | 2,780     | 0,13   | 0       | -       |
| Chven                            | 2,593     | 0,13   | 0       | Nowa    |
| Trybuna                          | 2,483     | 0,12   | 0       | -       |
| Nasza Zjednoczona Gruzja         | 1,845     | 0,09   | 0       | Nowa    |
| Sojusz Lewicowy                  | 1,260     | 0,06   | 0       | Nowa    |
| Łącznie                          | 2,076,791 | 100.00 | 150     | -       |

## Protesty
Prezydent Salome Zurabiszwili oraz przedstawiciele czterech największych partii ogłosili że nie uznają wyników wyborów i wezwali obywateli do protestów, a partie opozycyjne zapowiedziały że nie przyjmą mandatów. W odpowiedzi od 28 października tysiące ludzi gromadziły się pod budynkiem parlamentu. Protesty przybrały na sile po ogłoszeniu przez premiera Irakliego Kobachidze wstrzymania negocjacji akcesyjnych z UE do 2028 roku.
Fajerwerki używane przez demonstrantów w starciach z policją, stały się symbolem protestów,.